# Led Zeppelin United Kingdom Tour Spring 1971
Led Zeppelin United Kingdom Tour Spring 1971 var en konsertturné med det brittiska hårdrocksbandet Led Zeppelin i England och Irland 1971. Denna turné valde gruppen att spela på mindre arenor och klubbar. Den officiella debuten för Led Zeppelins kanske mest kända låt Stairway to Heaven skedde i Belfast.

## Låtlista
En ganska typisk låtlista med viss variation är följande:
1. "Immigrant Song" (Page, Plant)
2. "Heartbreaker" (Bonham, Page, Plant)
3. "Since I've Been Loving You" (Page, Plant, Jones)
4. "Out On the Tiles" (Intro) (Page, Plant, Bonham)/"Black Dog" (Page, Plant, Jones)
5. "Dazed and Confused" (Page)
6. "Stairway to Heaven" (Page, Plant)
7. "Going to California" (Page, Plant)
8. "Bring It On Home" (Page, Plant, Dixon)
9. "That's the Way" (Page, Plant)
10. "What Is and What Should Never Be" (Page, Plant)
11. "Moby Dick" (Bonham)
12. "Whole Lotta Love" (Bonham, Dixon, Jones, Page, Plant)

Extranummer med några av följande låtar:
- "OrgelSolo"/Thank You" (Page, Plant)
- "Communication Breakdown" (Bonham, Jones, Page)
- "Rock and Roll" (Page, Plant, Jones, Bonham)

## Turnédatum
- 05/03/1971  Ulster Hall - Belfast
- 06/03/1971  National Stadium - Dublin
- 09/03/1971  Leeds University - Leeds
- 10/03/1971  University of Kent - Canterbury
- 11/03/1971  Southampton University - Southampton
- 13/03/1971  Bath Pavilion - Bath
- 14/03/1971  Hanley Place - Hanley
- 16/03/1971  (inställd) Liverpool University - Liverpool
- 18/03/1971  Mayfair Ballroom - Newcastle upon Tyne
- 19/03/1971  Manchester University - Manchester
- 20/03/1971  Stepmothers Club - Birmingham
- 21/03/1971  Boat Club - Nottingham
- 23/03/1971  The Marquee - London
- 01/04/1971  Paris Theatre - London